# Bois (poble celta)
Els bois -boi en singular- (en llatí: boii, en grec antic Βοῖος) van ser un poble celta que s'establí en diversos indrets europeus. Els més recordats són els que van poblar les antigues Nòric i Pannònia, actualment Baviera i Bohèmia (regions que deuen el seu nom a aquest poble, respectivament Baiovarii i Boiohaemum), i els que habitaven la Gàl·lia Cisalpina (on van donar nom a l'actual Bolonya, Bononia), però n'hi va haver també a la Gàl·lia Cèltica i a l'antiga Aquitània.

## A la Gàl·lia Transalpina
Cap al segle vi aC, un grup de bois es va ajuntar amb els helvecis, van creuar el Rin des de Germània i es van establir a la Gàl·lia. Es creu que en entrar a la Gàl·lia vivien junt amb els lingons al territori de l'alt Saona i les parts altes del Sena i el Marne, però la seva ubicació ofereix força dubtes. Plini el Vell els esmenta entre grups de la Gàl·lia Cèltica, com ara els hedus, els carnuts, els sènons i els aulercs, i els situa entre els carnuts i els sènons. Es considera que almenys una part ocupà la regió al sud de l'actual Bordeus, a l'antiga Aquitània, concretament la zona costanera de Bug i de Bòrn (al nord-oest de les Landes). Es diu que Bug deu el seu nom als bois, que ja apareixen documentats en aquesta zona segons les fonts com a Boiates, Boates, Boii Boiates o Boviates.
També s'ha dit que la seva capital va ser Gergòvia, però se suposa que aquesta és una transcripció errònia.

## A la Gàl·lia Cisalpina
Un grup important de bois va emigrar cap a Itàlia al segle v aC i va ocupar terres al nord del Po, on ja vivien els ínsubres i els cenòmans. Van travessar el riu i es van establir entre els Apenins i les planes ocupades abans pels umbres, i van destruir Melpum cap a l'any 396 aC amb ajut dels sènons i els ínsubres. Van entrar al Làtium l'any 358 aC, on el dictador romà Gai Sulpici Pètic els va derrotar. Els sènons van ser destruïts, però els bois van continuar la lluita i es van aliar als etruscs el 283 aC; van patir una derrota important al llac Vadimonis. Els bois encara van continuar lluitant, però l'any següent foren derrotats altre cop i van haver de signar un tractat pel qual durant 45 anys els romans ocuparien els territoris dels sènons i els bois hi mantindrien la pau.

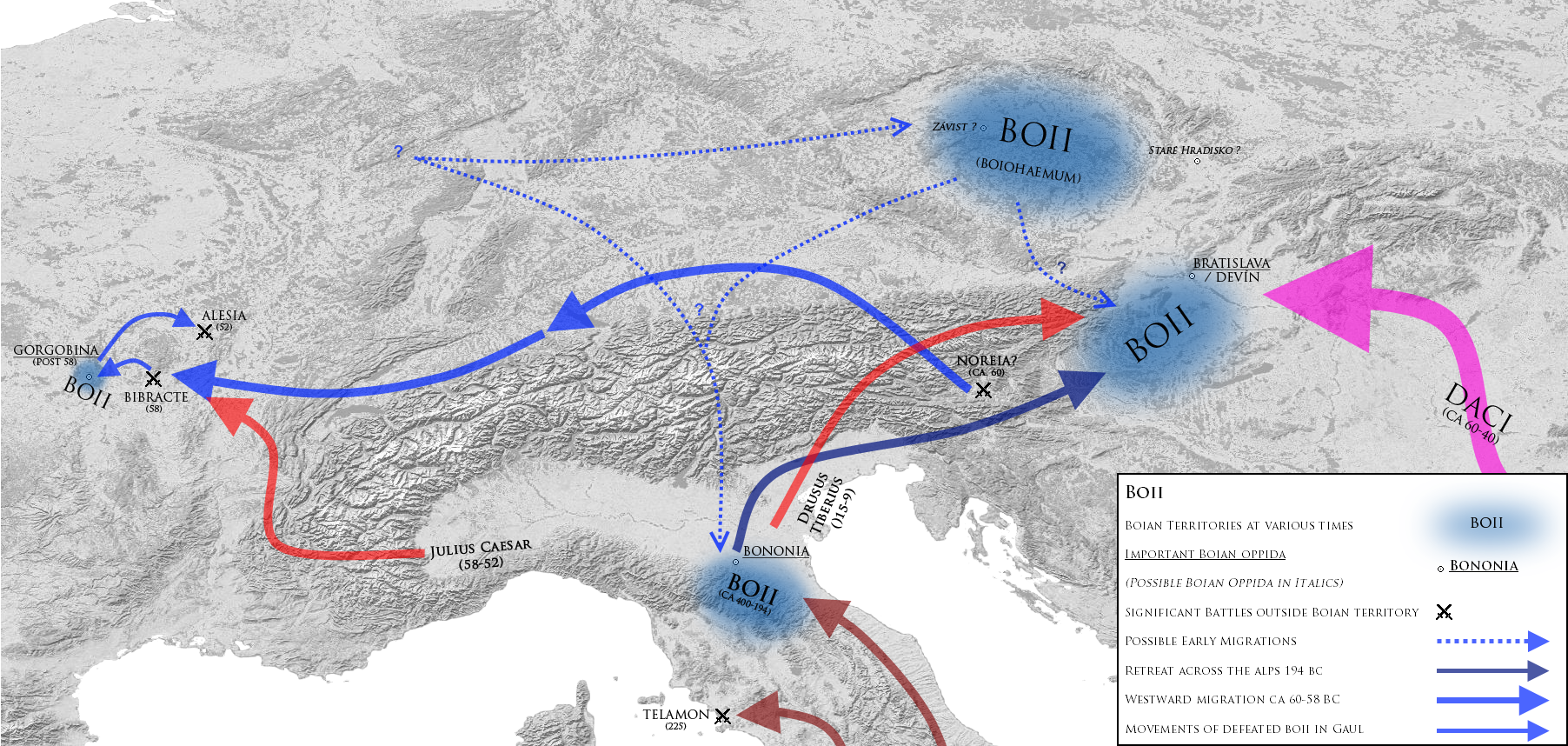
Moviments migratoris dels bois

Els bois van tornar a la lluita l'any 225 aC, aliats als ínsubres. Van originar la Gran Guerra gal·la, i van rebre l'ajut dels gesats alpins; derrotats en una gran batalla a Telamó, a Etrúria, es van haver de sotmetre, tot i que encara van fer incursions en territori romà.
L'any 218 aC, abans d'arribar Hanníbal Barca, van atacar els romans a Placentia, i seguidament es van aliar als cartaginesos quan començà la Segona Guerra púnica, als qui van mostrar el camí per travessar els Alps i van col·laborar amb una força auxiliar en la batalla de Trèbia. L'any 216 aC van atacar el cònsol Luci Postumi Albí, que passava pel seu territori amb una força de 25.000 soldats, exèrcit que van destruir. Després de la Segona Guerra púnica van continuar hostils a Roma, i van participar en la revolta dels gals dirigida per Amílcar, van destruir Placentia l'any 200 aC, i durant 10 anys, tot i ser diverses vegades derrotats, van continuar la lluita. L'any 194 aC Boiorix i els seus germans van impedir la invasió de cònsol Tiberi Semproni Llong, sovint aliats amb els ínsubres i a algunes tribus lígurs.
Luci Corneli Merula va fer una activa campanya contra els bois, als quals va derrotar totalment a la rodalia de Mutina i finalment el 191 aC van ser reduïts per Publi Corneli Escipió Nasica, que va matar la meitat de la població i els confiscà la meitat del territori. Per assegurar el territori guanyat pels romans, van establir la colònia de Bononia (futura Bolonya) i uns anys després les de Mutina i Parma (183 aC). El 187 aC es va construir una via militar entre Ariminium (Rímini), a l'antic territori dels sènons, i Placentia, anomenada via Emília, i que va contribuir a mantenir la seguretat a la regió.

## Cimbres i teutons
L'any 114 aC els cimbres van abandonar les seves terres natals prop del mar Bàltic, a la península de Jutlàndia, a causa de les contínues inundacions, i van migrar, acompanyats pels teutons en direcció sud-est, on es van trobar amb els escordiscs, als quals van vèncer, i seguint el seu camí es van trobar amb els bois, que els van obligar, l'any 113 aC, a seguir avançant fins a arribar al Danubi, on els germànics van derrotar els romans en la batalla de Noreia.
Derrotats per Juli Cèsar a la Guerra de les Gàl·lies, els bois que quedaven van ser enviats cap al seu país originari, creuaren els Alps des del territori dels hedus i es van establir a les fronteres de Pannònia, en una part de la moderna Bohèmia, segurament la regió entre l'Allier i el Loira, que Cèsar esmenta com a Boia, on es van unir als taurisis. Els marcomans van expulsar les restes del poble en direcció a Baviera al segle i, on van viure uns cent anys fins que els dacis els van exterminar.